# Thyreocephalus michaeli
Thyreocephalus michaeli – gatunek chrząszcza z rodziny kusakowatych i podrodziny kusaków.
Gatunek ten opisany został po raz pierwszy w 2010 roku przez Jiríego Janáka. Jako lokalizację typową wskazano Bingerville na Wybrzeżu Kości Słoniowej. W obrębie tegoż rodzaju tworzy wraz z T. minutus i T. magnus podgrupę gatunków magnus w grupie „c”.
Chrząszcz o silnie wydłużonym ciele długości od 13 do 18,5 mm. Głowa jest błyszcząca, rudobrązowa z ciemnorudobrązowymi do brązowych żuwaczkami; czułki ma ciemnorudobrązowe do brązowych z wierzchołkowymi częściami pierwszego, drugiego i ostatniego członu rudobrązowo rozjaśnionymi. Powierzchnia głowy jest mikropunktowana, a ponadto występują na niej chetopory dyskalne oraz jedna para chetoporów zaocznych. Warga górna ma formę płatowatą. Przedplecze jest błyszczące, rudobrązowe, mikropunktowane. Tak długie jak przedplecze, ale szersze od niego, jasnopomarańczowobrązowo ubarwione pokrywy mają zarys niemal prostokątny z zaokrąglonymi kątami barkowymi. Na powierzchni mają drobne punkty makroskopowe ułożone w liczne, nieco zaburzone szeregi. Odnóża są rudobrązowe z ciemnorudobrązowymi do brązowych goleniami. Rudobrązowy odwłok pokrywa bardzo drobne i gęste mikrorowkowanie poprzeczne oraz drobne, gęste, głębokie punktowanie rozmieszczone w licznych szeregach. Genitalia samca mają niewielki i bardzo wąski edeagus z niesymetrycznymi paramerami, wąskim płatem środkowym oraz bardzo wąskim i długim woreczkiem wewnętrznym z nielicznymi, małymi łuskami.
Owad afrotropikalny, znany z Gwinei, Wybrzeża Kości Słoniowej, Ghany, Nigerii, Kamerunu, Republiki Środkowoafrykańskiej i Konga.